# Symphonie no 24 de Joseph Haydn
Pour les articles homonymes, voir Symphonie no 24.
La Symphonie no 24 en ré majeur Hob. I:24 est une symphonie du compositeur autrichien Joseph Haydn, composée en 1764.

## Analyse de l'œuvre
La symphonie comporte quatre mouvements :
1. Allegro, en ré majeur, à , 88 mesures
2. Adagio, en sol majeur, à 
, 56 mesures
3. Menuet et Trio, en ré majeur, à 
, 60 mesures
4. Allegro, en ré majeur, à , 84 mesures

Durée : 20 minutes

## Instrumentation
- une flûte, deux hautbois, un basson, deux cors, cordes, continuo